# Lista konfliktów zbrojnych z udziałem Malty
Ten artykuł zawiera listę konfliktów zbrojnych (wojen i bitew), w które Malta była zaangażowana.

## Średniowiecze (przed 1530)
| Lata      | Nazwa konfliktu                                                          | Strony walczące               | Strony walczące                 | Rezultat                |
| Lata      | Nazwa konfliktu                                                          | Sprzymierzeńcy                | Przeciwnicy                     | Rezultat                |
| --------- | ------------------------------------------------------------------------ | ----------------------------- | ------------------------------- | ----------------------- |
| 870       | Oblężenie Melite część wojen arabsko-bizantyńskich                       | Cesarstwo Bizantyńskie        | Aghlabidzi                      | zwycięstwo Aghlabidów   |
| 1053-1054 | Oblężenie Mediny część wojen arabsko-bizantyńskich                       | Arabowie                      | Cesarstwo Bizantyńskie          | zwycięstwo Arabów       |
| 1091      | Najazd Normanów na Maltę część podboju południowych Włoch przez Normanów | Arabowie                      | Normańskie hrabstwo Sycylii     | zwycięstwo Normanów     |
| 1283      | Bitwa morska koło Malty część wojny o tron Sycylii 1282-1288             | Aragońskie Królestwo Sycylii  | Andegaweńskie Królestwo Sycylii | zwycięstwo Aragonów     |
| 1429      | Oblężenie Malty                                                          | Królestwo Sycylii Maltańczycy | Królestwo Hafsydzkie            | zwycięstwo Maltańczyków |

## Zakon Maltański (1530-1798)
| Lata      | Nazwa konfliktu                                                            | Strony walczące | Strony walczące           | Rezultat                        |
| Lata      | Nazwa konfliktu                                                            | Sprzymierzeńcy | Przeciwnicy               | Rezultat                        |
| --------- | -------------------------------------------------------------------------- | --- | ------------------------- | ------------------------------- |
| 1535      | Bitwa o Tunis część wojen Habsburgów z Osmanami                            | Cesarz Karol V: - Hiszpania - Święte Cesarstwo Rzymskie - Królestwo Neapolu - Królestwo Sycylii - Hrabstwo Flandrii Republika Genui · Królestwo Portugalii · Państwo Kościelne · Zakon Maltański        | Imperium Osmańskie        | zwycięstwo sił sprzymierzonych  |
| 1538      | Bitwa morska pod Prevezą część wojen wenecko-tureckich                     | Liga Święta: Republika Wenecka Hiszpania Państwo Kościelne Republika Genui Zakon Maltański | Imperium Osmańskie        | zwycięstwo Imperium Osmańskiego |
| 1541      | Ekspedycja algierska część wojen Habsburgów z Osmanami                     | Cesarz Karol V: - Hiszpania - Święte Cesarstwo Rzymskie - Królestwo Neapolu - Królestwo Sycylii Republika Genui · Państwo Kościelne · Zakon Maltański                                                   | Osmańska regencja Algieru | zwycięstwo Imperium Osmańskiego |
| 1551      | Inwazja na Gozo oraz Oblężenie Trypolisu część wojen Habsburgów z Osmanami | Zakon Maltański | Imperium Osmańskie        | zwycięstwo Imperium Osmańskiego |
| 1560      | Bitwa o Dżerbę część wojen Habsburgów z Osmanami                           | Republika Genui Republika Wenecka Hiszpania Państwo Kościelne Księstwo Sabaudii Zakon Maltański | Imperium Osmańskie        | zwycięstwo Imperium Osmańskiego |
| 1565      | Wielkie Oblężenie Malty część wojen Habsburgów z Osmanami                  | Zakon Maltański Królestwo Hiszpanii Królestwo Sycylii | Imperium Osmańskie        | zwycięstwo sił sprzymierzonych  |
| 1571      | Bitwa pod Lepanto część wojen Habsburgów z Osmanami oraz wenecko-tureckich | Liga Święta: - Republika Wenecka - Cesarstwo Hiszpanii (z Neapolem i Sycylią) - Republika Genui - Państwo Kościelne - Wielkie Księstwo Toskanii - Księstwo Sabaudii - Księstwo Urbino - Zakon Maltański | Imperium Osmańskie        | zwycięstwo sił sprzymierzonych  |
| 1586      | Bitwa koło Pantellerii część wojny angielsko-hiszpańskiej                  | Cesarstwo Hiszpanii Zakon Maltański | Królestwo Anglii          | zwycięstwo Anglików             |
| 1614      | Najazd na Żejtun część wojen Habsburgów z Osmanami                         | Zakon Maltański | Imperium Osmańskie        | zwycięstwo sił maltańskich      |
| 1645-1669 | Wojna kandyjska część wojen wenecko-tureckich                              | Republika Wenecka Zakon Maltański Państwo Kościelne Królestwo Francji Majnoci | Imperium Osmańskie        | zwycięstwo Imperium Osmańskiego |
| 1684-1699 | Wojna Turcji z Ligami Świętymi część wojen wenecko-tureckich               | Republika Wenecka Zakon Maltański Księstwo Sabaudii Państwo Kościelne Zakon św. Stefana Himarioci Majnoci powstańcy Greccy                                                                              | Imperium Osmańskie        | zwycięstwo sił sprzymierzonych  |
| 1714-1718 | Wojna o Korfu część wojen wenecko-tureckich                                | Republika Wenecka · Arcyksięstwo Austriackie · Portugalia · Zakon Maltański · Państwo Kościelne · Hiszpania · Himarioci                                                                                 | Imperium Osmańskie        | zwycięstwo sił sprzymierzonych  |
| 1784      | Ostrzał Algieru część konfliktów hiszpańsko-berberyjskich (1694–1784)      | Hiszpania · Królestwo Obojga Sycylii · Zakon Maltański · Portugalia | Osmańska regencja Algieru | zwycięstwo sił sprzymierzonych  |
| 1798      | Francuska inwazja na Maltę część śródziemnomorskiej kampanii Napoleona     | Zakon Maltański | Republika Francuska       | zwycięstwo Francuzów            |

## Okupacja francuska (1798–1800)
| Lata      | Nazwa konfliktu                         | Strony walczące                                                                        | Strony walczące     | Rezultat                       |
| Lata      | Nazwa konfliktu                         | Sprzymierzeńcy                                                                         | Przeciwnicy         | Rezultat                       |
| --------- | --------------------------------------- | -------------------------------------------------------------------------------------- | ------------------- | ------------------------------ |
| 1798–1800 | Oblężenie Malty część wojny II koalicji | powstańcy maltańscy Królestwo Wielkiej Brytanii Królestwo Portugalii Królestwo Neapolu | Republika Francuska | zwycięstwo sił sprzymierzonych |

## Protektorat i kolonia brytyjska (1800-1964)
| Lata      | Nazwa konfliktu                          | Strony walczące | Strony walczące        | Rezultat                       |
| Lata      | Nazwa konfliktu                          | Sprzymierzeńcy | Przeciwnicy            | Rezultat                       |
| --------- | ---------------------------------------- | --- | ---------------------- | ------------------------------ |
| 1940-1942 | Oblężenie Malty część II wojny światowej | Wielka Brytania · Malta · Australia · Kanada · Nowa Zelandia · Związek Południowej Afryki · Rodezja Południowa · Wspomagane przez: · Wolna Francja · Królestwo Grecji · Polska · Norwegia · Stany Zjednoczone | Królestwo Włoch Niemcy | zwycięstwo sił sprzymierzonych |

## Republika Malty (od 1974)
| Lata    | Nazwa konfliktu                                               | Strony walczące | Strony walczące   | Rezultat   |
| Lata    | Nazwa konfliktu                                               | Sprzymierzeńcy  | Przeciwnicy       | Rezultat   |
| ------- | ------------------------------------------------------------- | --------------- | ----------------- | ---------- |
| od 2008 | Operacja Atalanta część działań przeciwko piratom somalijskim | Unia Europejska | Piraci somalijscy | wciąż trwa |